# Гликерія (співачка)
Гликерія Коцула (грец. Γλυκερία Κοτσούλα, нар. 16 листопада 1953, Агіо-Пневма, Серрес, Центральна Македонія) — сучасна грецька співачка. Співає переважно в жанрах лаїко (традиційна музика), ребетіко, сучасної фолк-музики. Крім Греції та Кіпру, отримала також популярність у Франції, Іспанії, Англії, Туреччини і, головним чином, в Ізраїлі.

## Дитинство
Гликерія Коцула народилася 16 листопада 1953 року в Центральній Македонії, в серреському селі Агіо Пневма. Село належить до географічної області Дарнакохорья, чиї села і в османський період населяли виключно корінні греки-македоняни. Початкову школу закінчила в рідному селі.
Любов до грецької народної пісні була прищеплена родиною з дитинства — батько і дядько грали на бузукі.
У музичному розвитку зазнала впливу не тільки місцевих народних пісень Македонії, але і біженців Малоазійської катастрофи, що оселилися в селі після 1922 року. До того ж, по батьківській лінії, рід Гликерії походив з іонійського Галікарнасу.

## Початок музичної кар'єри
Музична кар'єра Гликерії почалась у 1974 році, коли вона виступила на телевізійному конкурсі «Να η Ευκαιρία» (перекладається приблизно як «Ось вона можливість/оказія»). Того ж 1974 року вона вже співала в таверні «Літо» в афінському кварталі Плака, а потім виступала з відомими співаками в «буат» (boites-маленькі концертні сцени), виконуючи пісні Маноса Хадзідакіса, Мікіса Теодоракіса, Манос Лоїзоса та інших відомих композиторів.
У 1978 році, Гликерія, спільно з Йоргосом Героліматосом, іншим починаючими співаками, розпочала свою дискографічну кар'єру з Lyra Music, випустивши свій перший диск «Забудь про божевільні мрії». Цей диск викликав великий ефект у грецькій дискографії, продемонструвавши унікальний голос Гликерії.

## Період 1980—1985 років
У 1980 році Гликерія випустила свій перший сольний альбом, «Та Смирнеика» (Смірненські), з традиційними піснями з (грецької) Смірни. У наступні роки Гликерія виступала у відомих клубах, співпрацюючи з відомими грецькими співаками, такими як Йоргос Даларас.
У тому ж році вона випустила альбом «Дивись мені в очі», з піснями композитора Стеліоса Фотіадиса (її чоловіка з 1978 року), що також стало початком їх успішного музичного співпраці.
У 1982 році вона представляла Грецію на фестивалі Europalia в Брюсселі, разом з Сотірією Беллу, Йоргосом Даларасом і Маргаритою Зорбалою.
Наступного року Гликерія випустила свій перший диск з офіційним «живим» концертом «Красива ніч» і після величезного успіху диска, вона випустила альбом «Гликерія в Красивій ночі», який побив всі рекорди (музичних) продажів до цього часу.
У квітні 1985 року, Гликерія випустила альбом з двома дисками «Сентиментальна пісня» з деякими хітами Глікерії, такими як «Чарівниці», «Пентохіліара» (банкноти номіналом п'ять тисяч), «Кільця» та «Солдатик». Вже скоро цей альбом молодої виконавиці посів перші місця з продажу альбомів у Греції серед грецьких і зарубіжних виконавців.
У 1997 році вона співала у «Весняній симфонії» (поема Янніса Ріцоса, музика Янніса Маркопулоса) на прем'єрі цього твору, на церемонії відкриття чемпіонату світу з легкої атлетики, що відбувся вперше на (новому) Олімпійському стадіоні Афін. Церемонія відкриття транслювалась на 120 країн світу.

## Інтернаціональна кар'єра
Гликерія співала на концертах в Греції, на Кіпрі, інших країнах Європи, а також у США, Канаді, Австралії, Новій Зеландії, Ізраїлі та Туреччині). Вона випустила свій перший альбом у Франції: Golden hits — The voice of Greece.
У 1998 році вийшов її другий альбом у Франції.
Вона також взяла участь у двох альбомах для американського лейблу Putumayo і збірниках випущених в Європі.
У 2001 році вона взяла участь в альбомі Alif турецького музиканта і композитора Омаг Faruk Tekbilek.
Гликерія виступала спільно на концертах і співпрацювала в дискографії з: Апостолосом Калдарасом, С. Фотіадісом, Наташею Атлас, з Ömer Faruk Tekbilek, Лукіаносом Кілайдонісом, Мері Ліндою, Пантелісом Талассіносом, Сотірією Беллу, Йоргосом Даларасом, Марінеллою, Офраю Хаза, з Ricky Gal, Хавою Альберштейн, Amal Murkus, Бабісом Цертосом, Пасхалісом Терзісом, Іліас Асланоглу, Антонісом Вардісом, Хадад, Саріт, зі співачкою Fortuna бразильльсько-сефардського походження, з Нікосом Папазоглу та іншими.

### В Ізраїлі

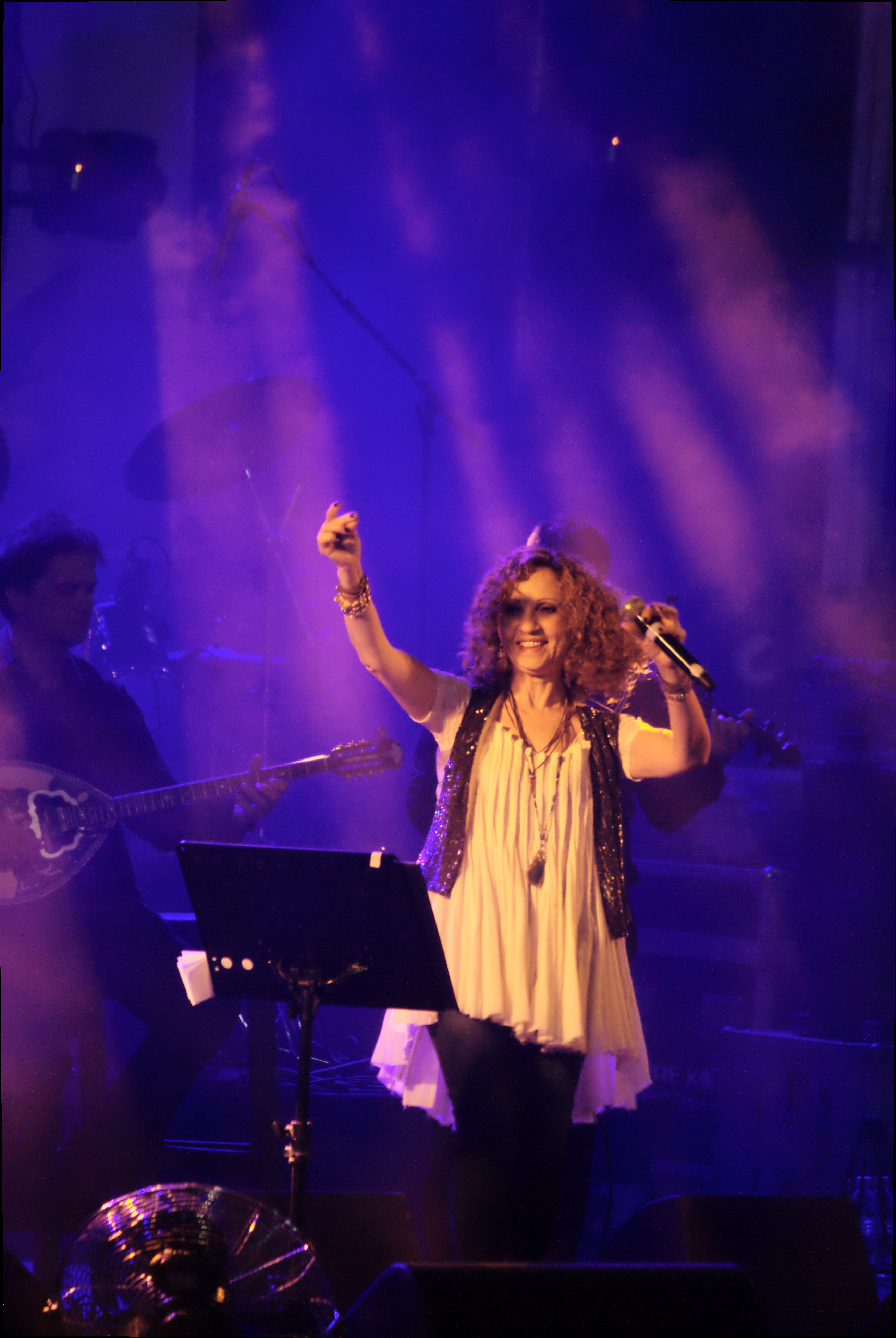
During a concert held in Рішон-ле-Ціон, вересень 2013.

Влітку 1993 року Гликерія вперше виступила в Ізраїлі. Вона закінчила свої успішні виступи своєю чарівною версією ізраїльської народної пісні «Shabechi Yerushaly'im» («Слава Господу, Єрусалим!») на івриті.
Завдяки успішним виступам Глікерії в Ізраїлі, вона була оголошена тут найпопулярнішою іноземною співачкою; мер Єрусалиму вручив їй золотий ключ міста (1994). Одночасно три її альбоми були випущені в Ізраїлі, і всі стали золотими у короткий проміжок часу: Glykeria golden-hits, Far away, Glykeria — 14 classics.
У 1999 році Гликерія дала два концерти в Тель-Авіві з Ізраїльським філармонічним оркестром. Кількома місяцями пізніше був випущений альбом з цим концертом, і відразу після цього, Sony Classical поширив у світі диск Glykeria and the Israel Philharmonic Orchestra
Гликерія стала найулюбленішою грецькою співачкою в Ізраїлі і частиною ізраїльської культурної сцени 1990-х років. Її особливий стиль, повний глибини, меланхолії і нескінченних емоцій підкорив серця ізраїльтян, і її пісні на івриті (з майже ідеальною вимовою) та грецькою мовою стали класикою. Вона стала «своїм» іменем в Ізраїлі, «почесним громадянином», платиновою і золотою співачкою, фавориткою ізраїльських лідерів і знаменитостей. Кульмінацією її глибоких відносин з Ізраїлем став 1998 рік, коли вона стала єдиним іноземним артистом запрошеним на траурні заходи по закінченню трьох років з дня вбивства Іцхака Рабіна. Вона співала зі сльозами на очах, перед 200 тисячами чоловік на площі Іцхака Рабіна в Тель-Авіві.
Влітку 1999 року Гликерія була запрошена виступити з Ізраїльським філармонічним оркестом.
У 2002 році в Ізраїлі вийшов її альбом «Open Heart».
У 2006 році, під час ізраїльсько-ліванського конфлікту, Гликерія з сином прибули до Ізраїлю і зустрілися з прем'єр-міністром Егудом Ольмертом. Відповідаючи взаємністю на любов ізраїльської публіки, вона співала для солдатів ізраїльської армії в прикордонних частинах.
Навесні 2008 року вийшов її сьомий альбом «MATANA» (Подарунок), що включав пісні виключно на івриті. До іншого запису в Греції та Ізраїлі, увійшли декілька вперше записаних пісень.
У березні 2010 року в Ізраїлі вийшов подвійний cd під заголовком «The Greek Selection», до якого були включені кілька хітів Гликерії.

## З Теодоракісом
У 2002 році Гликерія дала концерти з Оркестром Мікіс Теодоракіс" і окестром «Estudiantina».
Гликерія співпрацювала з всесвітньо відомим композитором Мікісом Теодоракісом, в альбомі двох дисків у піснях, написаних композитором в 2008 році.
Наприкінці лютого — на початку березня 2008 року Гликерія дала концерти з «Оркестром Мікіс Теодоракіс» в афінському театрі Паллас, з нагоди випуску нового диска з «народними» піснями, який Гликерія підготувала з композитором.
У вересні 2008 року дискографічна фірма Legend випустила подвійний cd «Мои основы в горах», в якому Гликерія виконує 37 народних пісень Теодоракіса. Альбом був тепло сприйнятий як критикою, так і публікою, і в короткий термін став золотим.

## Після 2003 року
Влітку 2003 року, з великим успіхом, Гликерія здійснила велике турне по США та Канаді.
У травні 2004 року вона вперше виступила в Туреччині, в «IS BANK Concert Hall».
У березні 2005 року, на запрошення Вселенського патріарха, Гликерія дала єдиний концерт в Неділю православ'я. Відбулась зустріч з Патріархом Варфоломієм I, який назвав її «чудово співаючим соловейком» (грецького) роду («Καλλικέλαδον αηδόνα του γένους»).
Майже відразу потім, разом з Домною Саміу, Гликерія виступила в палацах музики в Афінах і Салоніках, виконуючи візантійські гімни в постановці «Від пристрасті до Воскресіння» («Από το πάθος στην Ανάσταση»).
У 2007 році в Туреччині вийшов другий диск Глікерії — «BEST OF GLYKERIA». Навесні 2009 року, разом з Костасом Карафотісом, Гликерія здійснила турне США і Австралією.
У травні 2010 року Гликерія втретє виступила з концертами в Туреччині і цього разу в Церкві Святої Ірини і в Топкапі.
На останньому виставі був присутній відомий турецький композитор Зюльфю Ліванелі, з яким Гликерія виконала пісню Ліванелі Leylim ley.
13 березня 2011 року, в чергове, Гликерія, була запрошена патріархом Варфоломієм брати участь у святкуванні Воскресіння Православ'я і дала концерт в Selenium Plaza. Вона виконувала традиційні грецькі пісні та твори композиторів фанаріотів. Співачку супроводжувала відома грецька музична група «В акорді» («Εν χορδαίς»), під керівництвом К. Калайдзідіса і Оркестр сучасної музики грецького радіо і телебачення (ΕΡΤ), під керівництвом диригента Андреаса Піларіноса
У березні 2010 року, музичні критики грецького телевізійного каналу Alpha TV, визнали Гликерію третьою найбільш успішною грецькою співачкою з 1960 року.
У травні 2011 року Гликерія дала концерт у селі «Нікос Белоянніс» в Угорщині, заснованому грецькими політичними емігрантами після Громадянської війни і в червні того ж року знову гастролювала Канадою та США.
Влітку 2012 року, на ознаменування 90 років руйнування Смірни кемалістами, Гликерія гастролювала всією Грецією з програмою «Смирненское миноре», виконуючи пісні малоазійських греків.
В листопаді 2013 року, разом з Міхалісом Дзуганакісом, Гликерія успішно гастролювала в Австралії.
У листопаді 2015 року, разом з Даларасом і Віталі, Гликерія гастролювала в США протягом місяця. Через рік, вона знову здійснила гастролі в США в листопаді 2016 року.
У лютому того ж року вона знову представила «Смирненское миноре» в Муніципальному театрі Пірея. Виступ співачки транслювався державним телебаченням.
Того ж року, разом з Герасімосом Андреатосом, Гликерія дала три концерти в Сіднеї і Мельбурні.
У березні 2017 року, альбом Гликерії «Я слідувала за зіркою» був випущений в Туреччині фірмою Sony Music Turkey під назвою «I Followed A Star».
На церемонії вручення (грекоамериканського) Gabby Awards в нью-йоркському Carnegie Hall, 17 червня 2017 року, Гликерія була нагороджена за її великий внесок у грецьку пісню.
Влітку 2019 року, разом з Меліною Асланіду, Гликерія дала 25 концертів в Греції і на Кіпрі.

## Дискографія
- 1977 | Многії літа ( Χρόνια Πολλά ) | Columbia 70852 LP | Різдвяні пісні у виконанні Йоргоса Варсоса, Іліаса Клонарідіса, Василака Лавана, Нікоса Номікоса, Афрули Іконома, маленького хору Афін і Гликерії, яка почала свою дискографічну кар'єру як Гликерія Лівану, зберігши це прізвище в її трьох перших дисках з фірмою Columbia.
- 1978 |  This is the Best of Theodorakis  | Columbia 70877 LP | Повторне виконання пісень  Μікіса Теодоракіса співаками Йоргосом Варсосом, Іліас Клонарідіс та Гликерії.
- 1978 |  A Taste of Greece  | Columbia 70878 LP || Співають Йоргос Варсос і Гликерія.
- 1978 ||  Не мрій  | Lyra 3312 LP | Апостоласа Калдараса з Гликерією та Йоргосом Героліматосом.
- 1980 |  Дивись мені в очі  | Lyra 3325 LP | Перший персональний диск Гликерії, музика Стеліоса Фотіадіса.
- 1981 |  Уряди падають, але Любов залишається  | Lyra 3333 LP-CD || Музика Христоса Ніколопулоса, вірші  Маноліса Расуліса у виконанні Дімітріса Кондоянніса. Беруть участь Йоргос Даларас та Гликерія.
- 1981 ||  Смирненские| Lyra 3753 LP-CD | Другий персональний диск Гликерії, зі старими традиційними піснями Смірни.
- 1983 |  Було б життя піснею  | Lyra 3363 LP | Музика Ліноса Кόкотоса, виконавці Попі Астеріаді і Костас Леонтідіс, участь Гликерії.
- 1983 |  Перший вечір в Афінах  | Lyra 3366 LP | Музика Нікоса Ксідакіса, вірші автора і Міхаліса Ганас Маноліса Расуліса, виконання автора (4 пісні), Гликерії (7) і Маноліса Лідакіса.
- 1983 | С Гликерией в Красивой ночи | Lyra 3367 LP-CD | Запис у музичногму центрі «Красива ніч» з піснями жанру «рембетіка».
- 1983 |  З Смірни до  Пірею  | Lyra 3760 LP-CD | Диск зі старими смірненськими піснями і піснями жанру «рембетіка».
- 1984 |  'В Красивой ночи и в этом году  | Lyra 3392 LP | запис оригінальгного виконання.
- 1985 |  Мої перші пісні  | Columbia 170065 LP | Записи з фірмою ΕΜΙΑΛ 1977—1978 років, зібрані в один диск.
- 1985 |  Сентиментальна пісня  | Lyra 3400/1 LP |
- 1985 |  Чарівні ночі на Лікавіттос  | Lyra 3419 LP-CD | Запис концерту на пагорбі Лікавіт за участю Міхаліса Дімітріадіса, Іліаса Макріса і  Нікоса Папазоглу.
- 1985 |  Караван  | Φαληρέα ΑΦ 50 LP | Диск групи «Хлопці з Патрі», за участю Наді Караянов і Гликерії.
- 1986 |  Любов, коли вона знову починається  | Lyra 3437 LP | Музика Теодороса Дервеніотіса, вірші Никифора Караянніса, співак Міхаліс Дімітріадіс, за участю Гликерії.
- Тисяча дев'ятсот вісімдесят шість |  Очі мої (Μάτια Μου ) | Lyra 3453 LP |
- Тисяча дев'ятсот вісімдесят шість |  Пісні для молодих Землі-Весняна симфонія  |
- Тисяча дев'ятсот вісімдесят шість |  Коли  Кудас коли  Будас  | CBS 450291 LP-CD | Вірші Маноліса Расуліса, музика Петроса Ваяпулоса. Співають, крім авторів диска, Гликерія, Нікос Папазоглу, Леонідас Веліса і Крістіна Марангозі.
- 1987 | Прискорбные инциденты | Lyra 3466 LP || Музика Тасоса Іоаннідіса, вірші Дімітріса Кесісоглу. Співають автор музики, Гликерія та Ісидора Сидеріт.
- 1987 |  Тебя или ничего'  Lyra |
- 1987 |  З повним місяцем  | Lyra 3481 LP | За участю Міхаліса Дімітріадіса.
- 1987 |  Христос Ніколопулос: Живий запис  | Minos 687 LP-CD | Запис концерту з піснями Христоса Ніколопулоса. Виконавці: Харіс Алексіу, Леонідас Веліса, Елені Віталі, Гликерія, Стратос Діонісій, Йоргос Даларас.
- 1987 |  Успіхи  | Lyra 0005 CD | Збірник 22 відомих пісень у виконанні Гликерії.
- 1988 |  Давай, йдемо  | WEA 243839 LP-CD | Диск групи «Зіг Заг» за участю Гликерії в одній пісні.
- 1988 |  Новий місяць  | Lyra 3495 LP | Диск Петроса Дурдумбакіса (музика, вірші, виконання) за участю Гликерії в трьох піснях.
- 1988 |  Пам'ятаю  | Lyra 3499 LP || Всі пісні на вірші Йоргоса Папастефану. За участю Гликерії.
- 1989 |  Скляні будинки  | WEA 244988 LP | Диск Панайотіса Ціроса (музика, вірші, виконання) за участю Гликерії в 2 піснях.
- 1989 |  В обіймах місяця  | WEA 246090 LP | Музика Танасис Полікандріотіса, виконавець Іліас Макріс, за участю Гликерії.
- 1989 |  Прогулянка до Греції  | Lyra 4509/10 LP-CD | Подвійний диск Гликерії з піснями з грецьких островів та демотичними піснями.
- 1990 | Всі мої таємниці  | WEA 171354 LP-CD | Музика Стеліоса Фотіадіса, вірші Паноса Фалараса.
- 1990 |  Різдво з Яннісом Воядзісом  | WEA 172917 LP | Дванадцять різдвяних пісень у виконанні Янніса Воядзіса. Гликерія співає з ним пісню  Пішов старий рік .
- 1990 |  Алтана Паргу  | WEA 173249 LP-CD | Музика і пісні Міхаліса Терзіса з однойменного телесеріалу. Три пісні виконує Гликерія, дві — Костас Смоковітіс.
- 1990 |  Великих успіхів  | Lyra 4574 LP-CD | 14 хітів Гликерії.
- 1990 |  Вызовы приглашения | Philips 848490 LP-CD || Музика Алексіса Пападімітріу на вірші Єви Друца. Співають: Алексія, Софія Вόссу, Гликерія, Антоніс Калоянніс, Алека Канелліду, Дімітріс Кондолазос, Петрос Колетіс, Костянтина, Марінелла, Янніс Пулόпулос.

- 1990 |  Всі дівчатка на сцену  | Minos 850/1 LP-CD | Живий звуковий запис у виконанні Елені Віталі, Гликерії, Танасіс Комнінос, Йόргоса Кόроса, Янніса Костянтину, Харіса Костόпулоса, Йои Манесі, Аннули Цахалу, Макіса Хрістодулόпулоса.
- 1990 |  Greco Mascara  | Minos 896 LP-CD | Диск Янніса Мільокоса (музика, вірші, виконання) за участю Гликерії в пісні  Десь ми зустрінемося .
- 1990 |  Всі мої секрети  | WEA | Виконавиця: Гликерія. Композитор: Стеліос Фотіадіс. Вірші: Христос Промірас, Дімітріс Цакаліас, Панос Фаларас, Манос Елефтеріу, Іфігенія Яннопулу, Кір'якос Думас. Диск був повторно виданий фірмою Sony Music з додаванням 5 пісень як bonus tracks.
- 1991 |  Розвидніло  | WEA 175086 LP-CD | Диск Гликерії з музикою Христоса Ніколόпулоса на вірші Лефтеріса Пападопулоса. В одній пісні бере участь Дімітріс Мітропанос.
- 1991  Пішли на прогулянку  || Lyra 4609 LP-CD || 12 пісень про Салоніки у виконанні Гликерії, Меліни Кана, Костаса Македонаса, Марьйо, Маноліса Міцяса і Йоргоса Хадзінасіоса.
- 1992 |  Гликерія на Лікавіттосі || WEA 177245 LP-CD | Живий запис концерту.
- 1992 |  Останній поцілунок  | WEA 990335 LP-CD | Вірші Алекоса Саккеларіоса, музика Янніса Зуганеліса, в 7 піснях співає Янніс Воядзіс, у двох — Гликерія, Теодоріс Пападопулос і сам сам композитор.
- 1992 |  Країна чудес  | WEA 990977 LP-CD || Диск з піснями композитора Стеліоса Фотіадіса на вірші Сарантіса Алівізатоса, Паноса Фалароса, Христоса Проміраса, за участю також виконавця театру тіней Евгеніоса Спатаріса.
- 1992 |  Народна пісня / Дні музики  | Lyra 4691/2 LP-CD | Запис концерту в театрі «Паллас», за участю Грігоріса Бітікоціса, Гликерії, Дори Яннакопулу, Алік Каялоглу, Костаса Смоковітіса.
- 1992 |  Роби що-небудь / Baila Me  | WEA |.
- 1993 |  Пан Міцакіс  | WEA 993331 LP-CD | Пісні Йоргоса Міцакіса, написані з 1953 по 1993 роки, у виконанні  Стеліоса Казандзідіса, Вікі Мосхоліу, Стаматіса Кόкотаса, Маноліса Міцяса, Гликерії, Христоса Ніколопулоса, Οπισθοδρομικούς, Янніса Воядзіса.
- 1993 |  У коханні є страждання  | Eros 001 LP-CD || Пісні Міхаліса Еніцаріса у виконанні Гликерії, Маноліса Міцяса і композитора.
- 1993 |  Останній концерт у Веакіо  | Eros 007 LP-CD | Живий запис у (відкритому) театрі «Веакіо», з піснями Йоргоса Міцакіса, влітку 1993 року, за кілька місяців до смерті композитора. Пісні виконують: Αθηναϊκή Κομπανία, Янніс Воядзіс, Кеті Грей, Гликерія, Дімітріс Кондоянніс, Христина Марангозі, Такіс Бініс, Янніс Богданос, Йоргос Сарріс, Костас Смоковітіс.
- 1993 |  Сучасна народна пісня / Дні музики  | Lyra 4698/9 LP-CD | Запис концерту в театрі «Паллас». Співають Гликерія, Елені Віталі, Катерина Кука, Іліас Макрис, Йоргос Сарріс, Адрі Костянтину, Костас Смоковітіс.
- 1994 |  Не кидай нічого  | Polydor 523147 LP-CD | Диск  Діонісія Саввопулоса, Гликерія виконує одну пісню.
- 1994 |  Golden Hits  | NMC 20111 CD | Випущений в  Ізраїлі.
- 1994 |  На плоту  | WEA 998712 LP-CD | Музика Стеліоса Фотіадіса, вірші Паноса Фалараса, Христоса Проміраса і композитора.
- 1994 |  Jerusalem 3.000 Ans  |
- 1995 |  Вулканізатор  | Eros 025 LP-CD | Вірші Маноліса Расуліса, музика Петроса Вайопулоса. Співають: Елені Віталі, Петрос Гайтанос, Гликерія, Агафон Яковідіс, Андреас Каракόтас, Ламброс Карелас, Тодоріс Пападопулос, Пасхаліс Терзіс, автори музики і віршів.
- 1995 |  Far Away  || NMC 20157 CD || Другий диск Гликерії в Ізраїлі.
- 1995 |  The Voice of Greece / Golden Hits  || Atoll 91012 CD || Диск Гликерії випущений у  Франції.
- 1995 |  Rebetika & Traditional Greek Songs  | Κύκλος 5001-1 CD | 21 демотична пісня і «рембетіка».
- 1995 |  Ethnic Beats  | Κύκλος 5001-2 CD | Вісім грецьких пісень Гликерії в Ізраїлі,  Shabechi Yerushalayim .
- 1995 |  Dancing with the Greek Traditionals  | Eros 025-4 CD | Диск оркестрової музики Лазароса Кулаксізіса (акордеон) і Нікоса Хадзопулоса (скрипка). Гликерія співає пісні  Тік Тік Так  та  На світанку .
- 1995 |  Кохання хутина  | Eros 0025-005 LP-CD | Третій диск Маноліса Галяцоса. Співають Гликерія (три пісні), Елені Цалігопулу, Нікі Цайрелі і автор.
- 1995 |  Її найкращі  | WEA | Виконавиця: Гликерія. Бере участь Янніс Мільокас.
- 1995 |  В Елладі 2000  | Бере участь Гликерія.
- 1996 |  Гликерія співає Антоніса Вардіса  | Columbia |
- 1996 |  Старі рахунки  | Lyra | Участь Гликерії в альбомі Нікоса Зьогаласа.
- 1996 |  Щоб б не сталося, пам'ятай  | Lyra | Збірник пісень Гликерії з дискографічною фірмою Lyra. Бере участь Йоргос Міцакіс.
- 1996 |  Квіти поклоніння  | За участю Гликерії.
- 1996 |  На всі випадки  | За участю Гликерії.
- 1997 |  Мої успіхи  | Lyra |
- 1997 |  Дихання Схід  | Sony Music | CD single. Виконання: Гликерія. Музика, вірші: Стеліос Фотіадіс.
- 1997 | 14 Greek Classics' '| NMC | Виконавиця: Γλυκερία. Беруть участь: група «Ретроспективна компанія» та ізраїльський оперний співак Євген Шаповалов. Включає старі народні пісні, все в новому виконанні. З додаванням греко-італійського варіанту пісні  Кохаю тебе  у виконанні Шаповалова, диск був також виданий у Франції фірмою Atoll Music під назвою 15 Greek Classics.
- 1997 |  Бізнес на Балканах  | За участю Гликерії.
- 1997 |  П'ю і п'янію  | За участю Гликерії.
- 1997 |  Скоч  | За участю Гликерії.
- 1998 |  Маска  | Columbia |
- 1998 |  Sweet Sorrow  | NMC | Виконання: Гликерія. За участю: Amal Murkuus, Yehudit Tamir, Нікос Зьогалас, Антоніс Вардіс. Включає сім пісень на івриті, вибране з дискографії Гликерії в Греції, а також невиданий запис пісні «Двоє дверей є у житті» Стеліоса Казандзідіса.
- 1998 |  Чайка  | За участю Гликерії.
- 1999 |  З філармонічним оркестром Ізраїлю  | Sony Classical |
- 1999 |  Glykeria and The israeli philarmonic Orchestra in Concert  | NMC | Живий запис концет Гликерії з філармонічним оркестром Ізраїлю в Mann Auditorium Тель-Авіва 30 і 31 травня 1999 року. Виконавиця: Гликерія. Беруть участь: Філармонійний оркестр Ізраїлю, Євген Шаповалов. Включає інший tracklist на відміну від альбому виданого Sony Classical. Був повторно виданий в 2010 році.
- 1999 | Солодка моя весна ( Ω Γλυκύ Μου Έαρ ) | Eros | Візантійські і церковні гімни Страсної П'ятниці. Виконавиця: Гликерія. Беруть участь: Василіс Фотопулос, Костас Сеггіс, Нікос Хадзопулос. Диск був повторно виданий в 2007 році.
- 1999 |  Гликерія в старих народних і традиційних піснях  | Lyra |.
- 1999 |  Іуда цілував прекрасно  | За участю Гликерії.
- 1999 |  Діаспора  | За участю Гликерії.
- 1999 |  АГІО Пневма Серр  | За участю Гликерії.
- 2000 |  The Collection  | NMC | 3 cd обраної дискографії Гликерії в Греції і Ізраїлі і 1 cd з піснями на івриті з дискографії Гликерії в Ізраїлі.

| 2000 | Соколиний син | За участі Гликерії.
- 2000 | Вісімнадцять | За участі Гликерії.
- 2000 |  Що ти чукаєш у Китаї Чакі Чана  | За участю Гликерії.
- 2000 |  Світло любові  | За участю Гликерії.
- 2000 |  Мої найкращі роки — це зараз  | За участю Гликерії.
- 2001 |  Харама 2001  | Columbia | Живий запис з (таверни) «харама».
- 2001 |  П'ятнадцятого серпня  | За участю Гликерії.
- 2001 |  Фамагуста царствующая  | Пісні Маріоса Токаса. За участю Гликерії.
- 2001 |  Виклик  | За участю Гликерії.
- 2001 |  Рембетіки робітничого класу  | За участю Гликерії.
- 2001 |  Alif  | За участю Гликерії.
- 2002 |  Рембетіки Гликерії  | Eros Music | Збірник 32 пісень в жанрі рембетіка. Виконавиця: Гликерія. Беруть участь: Агатон Яковідіс, Бабіс Цертос, Бабіс Голес, Петрос Імвріос, Софія Папазоглу, Нікос Караянніс.
- 2002 |  Open Heart  | NMC | Виконавиця: Гликерія. Беруть участь: Omar Faruk Tekbilek, Shlomi Shabat, Пасхаліс Терзіс. Включає 5 пісень на івриті, обране з дискографії Гликерії в Греції,  Leylee mi ley  (в дуеті з Omar Faruk Tekbilek), попурі пісень Стеліоса Казандзідіса.
- 2002 | 49 Великих успіхів' '| Lyra | Збірник 4 cd з хітами Гликерії з фірмою Lyra. Бере участь Нікос Папазоглу.
- 2002 |  Ехо кохання  | За участю Гликерії.
- 2003 | 25 великих успіхів' '| Lyra | Збірник 2 cd з хітами Гликерії з фірмою Lyra.
- 2003 |  Смірна  | За участю Гликерії.
- 2003 |  Моя радість  | За участю Гликерії.
- 2003 |  Егейське море  | За участю Гликерії.
- 2003 |  Слова це дороги  | За участю Гликерії.
- 2003 |  Кохання прийшло здалеку  | За участю Гликерії.
- 2004 |  Весна  | Sony Music, BMG |
- 2004 |  Рембетіки Квадрига — Інструменти грають  | За участю Гликерії.
- 2004 |  Live At The Odeon Of Herod Atticus  | За участю Гликерії.
- 2004 |  Посвята Малої Азії  | За участю Гликерії.
- 2005 |  Поки ми не досягнемо неба  | Eros | Збірник з найкращими (танцями) «зейбекіко» у виконанні Гликерії. Беруть участь: Антоніс Вардіс, Йоргос Міцакіс, Агафон Яковідіс, Петрос Імвріос, Софія Папазоглу, Нікос Караянніс.
- 2005 |  Є у мене сила  | За участю Гликерії.
- 2005 |  Дванадцять і один погляд на Додеканес  | За участю Гликерії.
- 2005 |  Роду жіночого  | За участю Гликерії.
- 2005 |  Ніщо не стається випадково  | За участю Гликерії.
- 2005 |  Годинники (час) мої кольорові  | За участю Гликерії.
- 2006 |  Танасіс Полікандріотіс & Наступні  | Eros Music | За участю Гликерії.
- 2006 |  Зоряний дощ  | Aκτή / Sony BMG | Альбом збірник. Виконавиця: Гликерія. Беруть участь: Група Apurimac, Меліна Асланіді, Міхаліс Хадзіянніс, Костас Македонас, Дімітріс Басіс.
- 2006 |  Нові кроки старими стежками  | За участю Гликерії.
- 2006 |  Greek Lounge 2: Грецькі пісні, які подорожували світом  | За участю Гликерії.
- 2006 |  Я не знаю скільки я кохаю тебе  | За участю Гликерії.
- 2006 |  Сльоза на склі  | За участю Гликерії.
- 2007 |  Гликерія співає сучасних авторів  |
- 2007 |  Ще вірю  | Eros Music | CD single. Виконавиця: Гликерія. Беруть участь: Дитячий хор Спіроса Ламброса.
- 2007 |  Поза програмою — Best Of  | Sony Music, BMG ||
- 2008 |  Мої основи в горах  | Legend | Виконавиця: Гликерія. Беруть участь: Пасхаліс Терзіс, Дімітріс Басіс, Йоргос Даларас. Композитор: Мікіс Теодоракіс. Вірші: 23 відомих грецьких поетів.
- 2008 |  Matana (Подарунок)  | Helicon | Виконавиця: Гликерія. Беруть участь: Amil Zarian, Chava Alberstein, Shlomi Shabat, David D'Or, Елені Віталі, Офра Хаза. Включає 2 cd — один на івриті, другий із живих записів Гликерії в Греції та Ізраїлі.
- 2008 |  Гликерія в народних піснях і рембетіка  | Lyra | Збірник.
- 2008 |  Всі смірненські  | Lyra | Збірник смірненських пісень виконаних Гликерією на дисках  Смірненські ,  З Смірни в Пірей  та деяких інших дисків. За участю Агафона Яковідіса і Бабіса Голеса.
- 2008 |  Через мій світ  | За участю Гликерії.
- 2008 ||  Я вип'ю сьогодні ввечері місяць  | За участю Гликерії.
- 2008 |  Камікадзе  | За участю Гликерії.
- 2009 |  Найкращі Live 1982—2006  || Όασις ||
- 2009 |  Кохання є причиною  | Eros | Збірник пісень на музику Стеліоса Фотіадіса з дисків  Всі мої секрети ,  Країна чудес  і  На плоту . Виконавиця: Гликерія.
- 2009 |  Glykeria-The Voice Of Greece  | Eros | Збірник з хітами Гликерії. За участю Нікоса Зьогаласа.
- 2009 |  Гликерия  | Eros | чотири диски з хітами Гликерії.
- 2009 |  Щоб не сталося, пам'ятай  | Lyra | Збірник у двох дисках.
- 2009 | Хихикання і капуста ( Χάχανα Και Λάχανα ) | За участю Гликерії.
- 2009 |  Колаж  | За участю Гликерії.
- 2009 |  Любов завжди зможе  | За участю Гликерії.
- 2009 | Пісні квітів ( Τα Ανθοτράγουδα ) | За участю Гликерії.
- 2010 |  144 великих успіхів  || BESTEND — Ο Κόσμος του Επενδυτή ||
- 2010 |  Кохання вільне | Legend | Виконавиця: Гликерія. Беруть участь: Костас Македонас, Меліна Асланіді, Дімітріс Старовас, Василіс Хараломбопулос, Герасімос Андреатос. Музика-вірші: Йоргос Зікас, Васо Алаянні.
- 2010 |   The Greek Selection  | Виконавиця: Гликерія. Беруть участь: Філармонійний оркестр Ізраїлю, Дімітріс Зервудакіс, Міхаліс Хадзіянніс.
- 2011 |  З двома пір'їнками на спині  | За участю Гликерії.
- 2011 |  Скільки б років не минуло  | За участю Гликерії.
- 2011 |  Навпаки  | За участю Гликерії.
- 2012 |  Де б ти не був, повернися  | За участю Гликерії.
- 2013 |  Давай дорослішати разом  | За участю Гликерії.
- 2013 |  Ікона нерукотворна  | За участю Гликерії.
- 2013 |  Еллада, здрастуй  | За участю Гликерії.
- 2014 |  Тримайся, моя Елладо  | Δημοκρατικός Τύπος | Виконавиця: Гликерія. Беруть участь: Афінський камерний оркестр, Бабіс Цертос, Костас Сеггіс, Харіс Макріс, Янніс Цертос.
- 2014 |  У Греції любові  | За участю Гликерії.
- 2015 |  Road To Jerusalem  | F. Productions | Збірник 18 єврейських пісень з дисків випущених Гликериєю виключно в Ізраїлі. Виконавиця: Гликерія. Беруть участь: Shlomi Shabat, Amil Zarian, Chava Alberstein, Moshe Morad, Офра Хаза, Amal Murkus, Yehudit Tamir.
- 2015 |  Souvenir De Salonique  | За участю Гликерії.
- 2016 |  Я пішла за однією зіркою  | Spider Music | Альбом збірник. Виконавиця: Гликерія. Беруть участь: Елені Віталі, Маноліс Лідакіс, Dilek Koc.